# برمجيات مثبتة مسبقا
البرمجيات المثبتة مسبقاً (بالإنجليزية: Pre-installed software)‏ هي البرامج المثبتة والمرخصة على أجهزة الحاسوب والهواتف الذكية عند شرائها من صانع المعدات الأصلية (OEM). عادة ما يتم تثبيت نظام التشغيل على الأجهزة من المصنع لأنه مطلب عام، ولكن هذا المصطلح يستخدم للبرامج الإضافية غير الضرورية. يمكن أن تتضمن البرمجيات المسبقة ثغراتٍ أمنية كبيرة تترك الأجهزة عرضة لهجمات سيبرانية تستهدف المواقع المصرفية والمالية.

## البرمجيات غير المرغوبة
غالباً ما تأتي أجهزة الحواسيب الحديثة مع برامج مثبتة مسبقاً دون علم المستخدم، ولا توفر الشركات المصنعة تعليمات لإزالة هذه البرمجيات التي غالباً لا توفر أي قيمة للمستخدم. ذكر أحد المسؤولين التنفيذيين في مايكروسوفت بأن البرمجيات المثبتة مسبقاً بواسطة المصنعين تؤثر سلباً على تجربة المستخدم لمايكروسوفت ويندوز. وقد ذكر بأن قضية المنافسة ضد مايكروسوفت هي ما منعت الشركة من إيقاف التثبيت المسبق لهذه البرمجيات. يتم تضمين هذه البرمجيات مقابل مبلغ مادي مدفوع لصناع الأجهزة من قبل مطوري البرمجيات. في معرض الإلكترونيات الاستهلاكية 2007، دافعت ديل عن تضمين هذه البرمجيات لأنها تخفض سعر بيع الأجهزة للمستخدم بشكل كبير. يقوم بعض التجار بتوفير خدمات لحذف هذه البرمجيات مقابل مبلغ مادي. في 2008 أعلنت سوني عن توفير خدمة لحذف البرمجيات المثبتة مسبقاً مقابل 50 دولار، ولكن الخدمة أصبحت مجانية لاحقاً بعد اعتراض الناس. يوفر متجر مايكروسوفت أجهزة مخصصة خالية من البرمجيات المثبتة مسبقاً بشكل مشابه.

## في الهواتف الذكية
تأتي الهواتف المحمولة عادةً مع برامج مثبتة في المصنع مقدمة من الشركة المصنعة أو مشغل الشبكة الخلوية، غالباً ما ترتبط هذه البرمجيات بإدارة الحساب أو بعض الخدمات المميزة التي توفرها شركة الاتصال. انتقل هذه الأمر إلى الهواتف الذكية بعد إطلاق أندرويد حيث تقوم شركات الاتصالات بتثبيت تطبيقاتها في فسم النظام، مما يجعل من إزالتها أمراً مستحيلاً.
حاول أندرويد 4.0 من خلال السماح للمستخدمين بإلغاء هذه التطبيقات. ولكن إلغاء سيخفي هذه التطبيقات فقط، وستستمر بإستهلاك البطارية. بدءاً من أندرويد 5.0 أصبحت هذه التطبيقات مثبتة من قبل بلاي ستور خلال الإعداد الأولي للجهاز، مما يسمح بحذفها كأي تطبيق طبيعي.
شركة أبل لا تسمح للتجار بثبيت أي تطبيقات إضافية على أجهزة آيفون. ولكن الشركة واجهت إنتقاداً لزيادة عدد البرامج المثبتة بشكل أساسي في آي أو إس، والتي لا يمكن حذفها.

## الاعتبارات القانونية
- في أبريل 2014، أطلقت حكومة كوريا الجنوبية قراراً يفرض على مصنعي الهوتف الذكية بالسماح للمستخدمين بحذف التطبيقات غير الضرورية.[18]

- في ديسمبر 2019، أطلقت الحكومة الروسية قانوناً يفرض تثبيت تطبيقات روسية على بعض الأجهزة الإلكترونية. سرى مفعول القانون في 1 يوليو 2020.[19][20]